# Slag bij Bir Hakeim
De Slag bij Bir Hakeim was een veldslag in Noord-Afrika tijdens de Tweede Wereldoorlog. De slag vond plaats nabij Bir Hakeim (Libië) en maakte deel uit van de grotere Slag bij Gazala, die van 26 mei tot 21 juni 1942 duurde.
Onder druk van de Duitse aanval in januari van 1942, hadden de geallieerden zich moeten terugtrekken tot vlak voor Tobroek en het fort Bir Hakeim. Erwin Rommel had een list bedacht om de Britten te misleiden. Duitse en Italiaanse troepen zouden in het noorden een frontale aanval uitvoeren op de Britse versterkte linie die van Gazala tot Bir Hakeim liep. Tegelijkertijd zouden de Duitse pantsereenheden ten zuiden van Bir Hakeim om de linie heentrekken en trachten door te stoten naar Tobroek. Tijdens zijn opmars om Bir Hakeim vertrouwde Rommel op de vijandelijke mijnenvelden, die zijn flanken moesten dekken.
Op 26 mei zette het Afrikakorps, samen met Italiaanse troepen, de aanval in op het Britse 8e Leger. De Italiaanse troepen bij Bir Hakeim waren er begin juni nog niet in geslaagd om ook maar een klein stukje van het vijandelijk gebied te veroveren. De Duitsers zouden dit karwei zelf moeten opknappen.

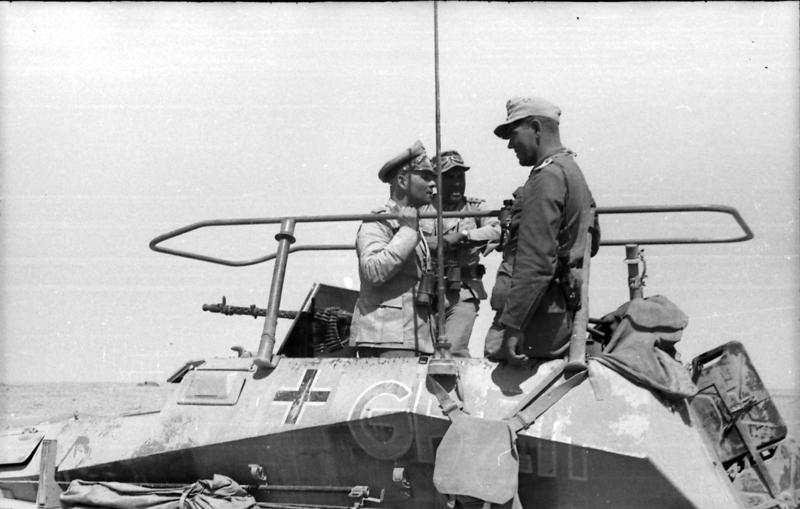
Erwin Rommel en Fritz Bayerlein bij Bir Hakeim.

De verovering van Bir Hakeim zou Rommel tien dagen kosten. Het was een van de zwaarste veldslagen tijdens de oorlog in de woestijn. Bir Hakeim was de zuidelijke pijler van de Gazala-linie. De vestiging werd verdedigd door de eerste brigade van de Vrije Fransen en een bataljon joodse vrijwilligers. Het geheel stond onder leiding van Franse generaal Marie-Pierre Kœnig. De 3000 Fransen en 1000 joden zaten ingegraven in een wirwar van door loopgraven met elkaar verbonden stellingen, die waren omgeven door prikkeldraad en mijnenvelden.
Generaal Neil Ritchie, de bevelhebber van het Britse 8e leger, had niet voor niets de fanatieke Fransen en joden naar Bir Hakeim gestuurd. De stad moest behouden worden. Als Bir Hakeim werd prijsgegeven liep de hele Gazala-linie gevaar. En als de Gazala-linie door de asmogendheden werd opgerold kwam Tobroek in gevaar. Bleef Bir Hakeim voor de geallieerden behouden, dan zou Rommel bij een eventuele opmars steeds in de flank een dreiging blijven voelen. Voor de geallieerden gold dus dat Bir Hakeim behouden moest blijven. Voor de asmogendheden gold dat Bir Hakeim moest vallen.
De eerste aanval van Rommel liep uit op een mislukking. De Duitse en Italiaanse troepen kwamen met geen mogelijkheid door het Franse mitrailleur- en artillerievuur heen. Rommel liet wederom Stuka's komen om strategische stellingen te bestoken. Maar generaal Kœnig vroeg generaal Ritchie om Hurricane jachtvliegtuigen te sturen. De Duitse Stuka's konden niet op tegen de veel wendbaardere Hurricanes. Vele Stuka's werden door de Hurricanes uitgeschakeld.
Rommel liet het 135e Flakregiment komen. Dit regiment had bij Gott el Ualeb goede diensten bewezen. Het lukte echter dit keer niet. Wanneer de Duitsers 's nachts een pad door het mijnenveld hadden gebaand, lagen er de dag erna weer nieuwe mijnen. De Duitse en Italiaanse troepen werden bij iedere aanval met een moordend kanon- en mitrailleurvuur bestookt. De Fransen en joden leden geen gebrek aan munitie, aangezien ze regelmatig nieuwe aanvoer kregen door gaten in de omsingeling. Bir Hakeim bleef voor de Duitsers ongenaakbaar.
Gelukkig voor de asmogendheden ondernam Ritchie niet echt een grote poging om de omsingeling van Bir Hakeim te doorbreken. Hier en daar werd weleens een kleine aanval uitgevoerd, maar dit was niet schadelijk voor de Duitse troepen. Ritchie en zijn commandanten waren een aanvalsplan aan het opstellen. De Britten zouden bij Gott el Ualeb het Duitse bruggenhoofd aanvallen met de 5e infanteriedivisie en twee tankbrigades. De operatie kreeg de naam 'Aberdeen'.
Na één week hadden de Duitser Bir Hakeim nog steeds niet veroverd. Het was ze zelfs nog steeds niet gelukt om ook maar een beetje door de vijandelijke linies heen te dringen. De troepen van Rommel liepen al een week storm tegen Bir Hakeim. De Stuka's hadden al meer dan 1000 aanvalsvluchten op stellingen uitgevoerd. Het had allemaal geen resultaat gehad. Rommel besloot het anders aan te pakken. Tot dan toe had hij de troepen vanuit het zuidoosten laten aanvallen. Hij besloot deze maal vanuit het noorden aan te vallen door de uitgestrekte mijnenvelden tussen Gott el Ualeb en Bir Hakeim, met steun van drie geniebataljons.
De aanval vond plaats op 8 juni 1942. Toen het al donker was, lukte het de Duits-Italiaanse gevechtsgroep een paar Britse mitrailleursnesten te veroveren. In de vroege ochtend van 9 juni zouden de Duitse Stuka's nog een zware aanval op Bir Hakeim uitvoeren, voordat de troepen de laatste aanval inzetten. De aanval liep niet volgens plan. Generaal Hecker, de leider van de gevechtsgroep, ging kijken hoe het bombardement verliep. Er kwamen echter geen Stuka's opdagen. Ondertussen zagen de Vrije Fransen de auto waar Hecker in zat. De auto werd beschoten en probeerde weg te komen, waarbij een mijn explodeerde. Hecker hield hier een hoofdwond aan over en vluchtte te voet weg.
Toen Hecker bij Rommel aan kwam en hij rapport uitbracht, zei Rommel: "Dat vervloekte Bir Hakeim heeft ons genoeg slachtoffers gekost. Het is genoeg geweest. Ik laat het fort liggen en we gaan op Tobroek af!" Hecker wilde echter nog eenmaal een poging ondernemen. Hij vroeg aan Rommel of hij een bataljon tot zijn beschikking zou kunnen krijgen. Rommel gaf hem niet één maar twéé bataljons.
In de avond van 9 juni gingen de Duitsers opnieuw in de aanval. De Franse commandant van Bir Hakeim, generaal Kœnig, eiste van zijn manschappen dat ze bleven vechten tot hun dood. Exact één dag later, de avond van 10 juni, waren de Duitse troepen diep in de stelling van Bir Hakeim doorgedrongen. Ze lagen voor de resten van de muren van het oude woestijnfort. Generaal Kœnig gaf aan generaal Ritchie door dat de vijand voor zijn deur stond. Ritchie gaf het bevel om uit te breken.
Ten zuiden van Bir Hakeim lag de Duitse kapitein Georg Briel met zijn gevechtsgroep. Ze hadden op 7 juni in een frontale aanval Bir Hakeim proberen in te nemen. Achteraf bleek dat een grote mislukking geweest te zijn. Nu had de gevechtsgroep de taak om te verhinderen dat het garnizoen zou worden ontzet of zou uitbreken. In de avond van 10 juni werd bij Briel een gevangene binnengebracht. Die vertelde dat de ingesloten troepen zouden uitbreken, en wel via de al geruimde paden in het mijnenveld. Ze zouden dan aansluiting zoeken met het Britse leger, dat hen vanuit het zuiden tegemoetkwam. Briel trof haastig enkele voorbereiding om de uitbrekende troepen tegen te houden. Men mocht het vuur pas openen nadat Briel een rood waarschuwingssignaal en daarna een groen signaal had afgeschoten.
Om middernacht hoorden de voorste Duitse posten een steeds harder motorgeluid uit de richting van Bir Hakeim komen. Het geratel van rupsbanden klonk. In de mijnenvelden werden draden doorgeknipt. Toen de Fransen rookgranaten begonnen af te schieten om zich onzichtbaar te maken, gaf Briel het sein. Het landschap werd door rode en groene lichtkogels fel verlicht. Op hetzelfde ogenblik brak de hel los. De uitbrekende Fransen en Joden werden van alle kanten beschoten. Op verschillende plaatsen ontstonden verbitterde man-tegen-mangevechten. Toch kon een groot deel van de uitbrekende troepen naar het westen vluchten.
In de ochtend van 11 juni 1942 gaf de rest van het garnizoen zich over. De Duitse troepen troffen in Bir Hakeim 500 man aan. De meesten van hen waren gewond. Door de val van de pijler Bir Hakeim was de gehele Gazala-linie voor Ritchie onhoudbaar geworden. Rommel stuurde zijn troepen nog dezelfde dag naar het noorden om de overgebleven resten van het Britse achtste leger te verslaan en door te stoten naar Tobroek.
Het langdurige verzet van de Vrije Fransen bij Bir Hakeim was het eerste succesje dat door Franse troepen tegen Duitse werd geboekt sinds de catastrofale nederlaag in Frankrijk van juni 1940. Daarom krijgt deze episode speciale aandacht in de Franse militaire geschiedenis en is er in Parijs zowel een metrostation als een brug naar genoemd.